# Arena Pantanal
Arena Pantanal là một sân vận động đa năng ở Cuiabá, Brasil. Được hoàn thành vào ngày 26 tháng 4 năm 2014, sân được sử dụng chủ yếu cho các trận đấu bóng đá và đã tổ chức bốn trận đấu vòng bảng tại Giải vô địch bóng đá thế giới 2014. Trong suốt thời gian diễn ra World Cup, sân vận động này có sức chứa 41.390 chỗ ngồi. Hiện tại, sân có sức chứa 44.003 khán giả.

Trước khi được sử dụng cho Giải vô địch bóng đá thế giới 2014, sân vận động này đã bị chỉ trích dữ dội. Một vụ hỏa hoạn đã xảy ra tại Arena Pantanal vào tháng 10 năm 2013, do các tấm cách nhiệt polystyrene bắt lửa. Vụ cháy xảy ra chỉ 24 giờ sau khi thống đốc bang Mato Grosso cảnh báo rằng sân có thể không kịp hoàn thành cho World Cup, rất may không có ai bị thương. Vào ngày khánh thành sân vận động, ngày 24 tháng 4 năm 2014, 5.000 ghế ngồi vẫn đang được lắp đặt trong sân. Bên cạnh Arena Pantanal là Ginásio Aecim Tocantins.

## Giải vô địch bóng đá thế giới 2014
| Ngày                | Giờ (UTC-04) | Đội 1    | Kết quả | Đội 2                | Bảng   | Số khán giả |
| ------------------- | ------------ | -------- | ------- | -------------------- | ------ | ----------- |
| 13 tháng 6 năm 2014 | 18:00        | Chile    | 3–1     | Úc                   | Bảng B | 40,275      |
| 17 tháng 6 năm 2014 | 18:00        | Nga      | 1–1     | Hàn Quốc             | Bảng H | 37,603      |
| 21 tháng 6 năm 2014 | 18:00        | Nigeria  | 1-0     | Bosna và Hercegovina | Bảng F | 40,499      |
| 24 tháng 6 năm 2014 | 16:00        | Nhật Bản | 1-4     | Colombia             | Bảng C | 40,340      |